# Kostel svatého Jiří (Krnsko)
Římskokatolický farní kostel svatého Jiří v Krnsku je pozdně barokní sakrální stavba, která se nachází v dolní části Krnska, přímo pod Stránovským železničním viaduktem, severně od silnice. Od roku 1967 je kostel společně s farou chráněn jako kulturní památka.

## Historie

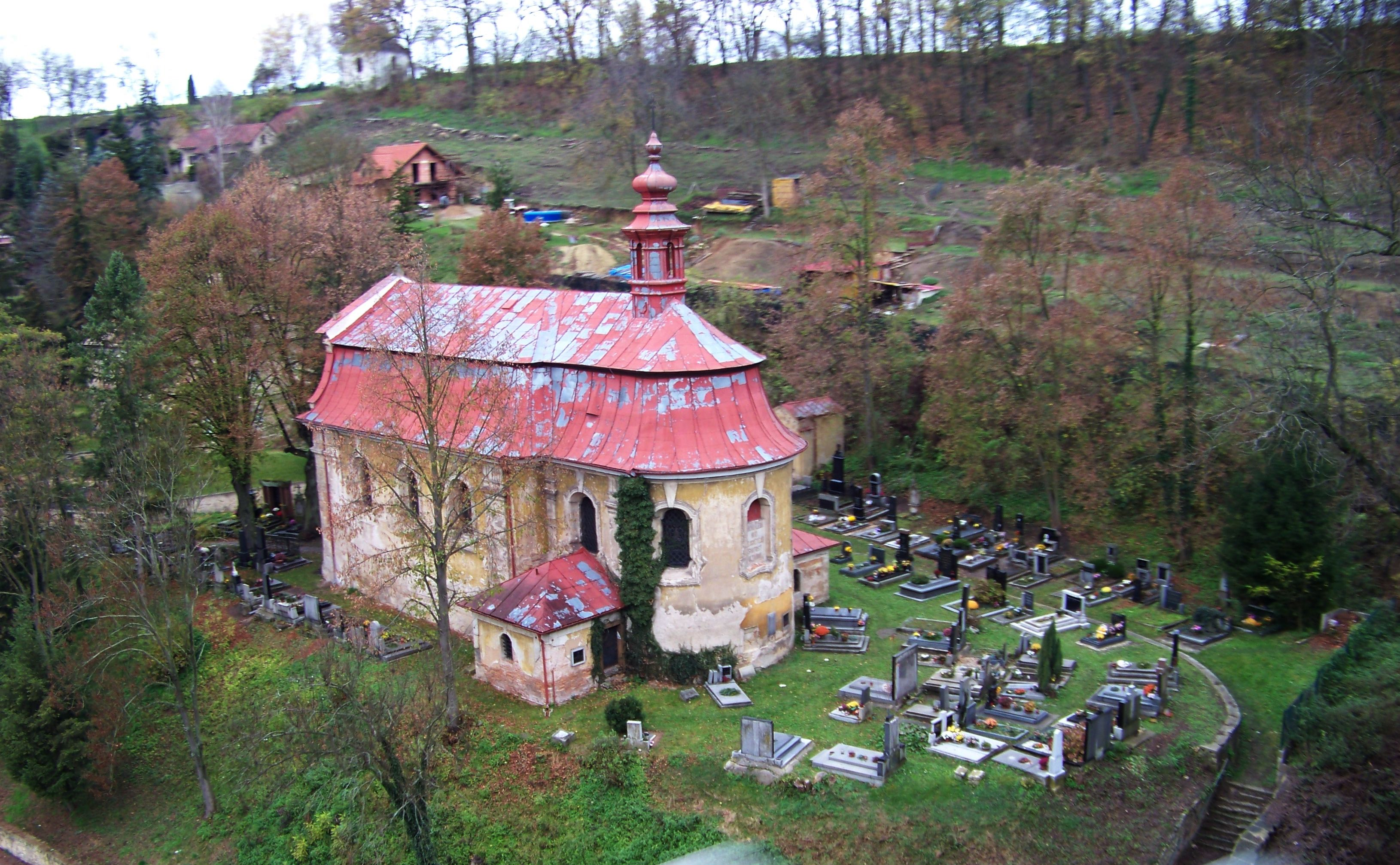
Kostel sv. Jiří v Krnsku ze Stránovského viaduktu

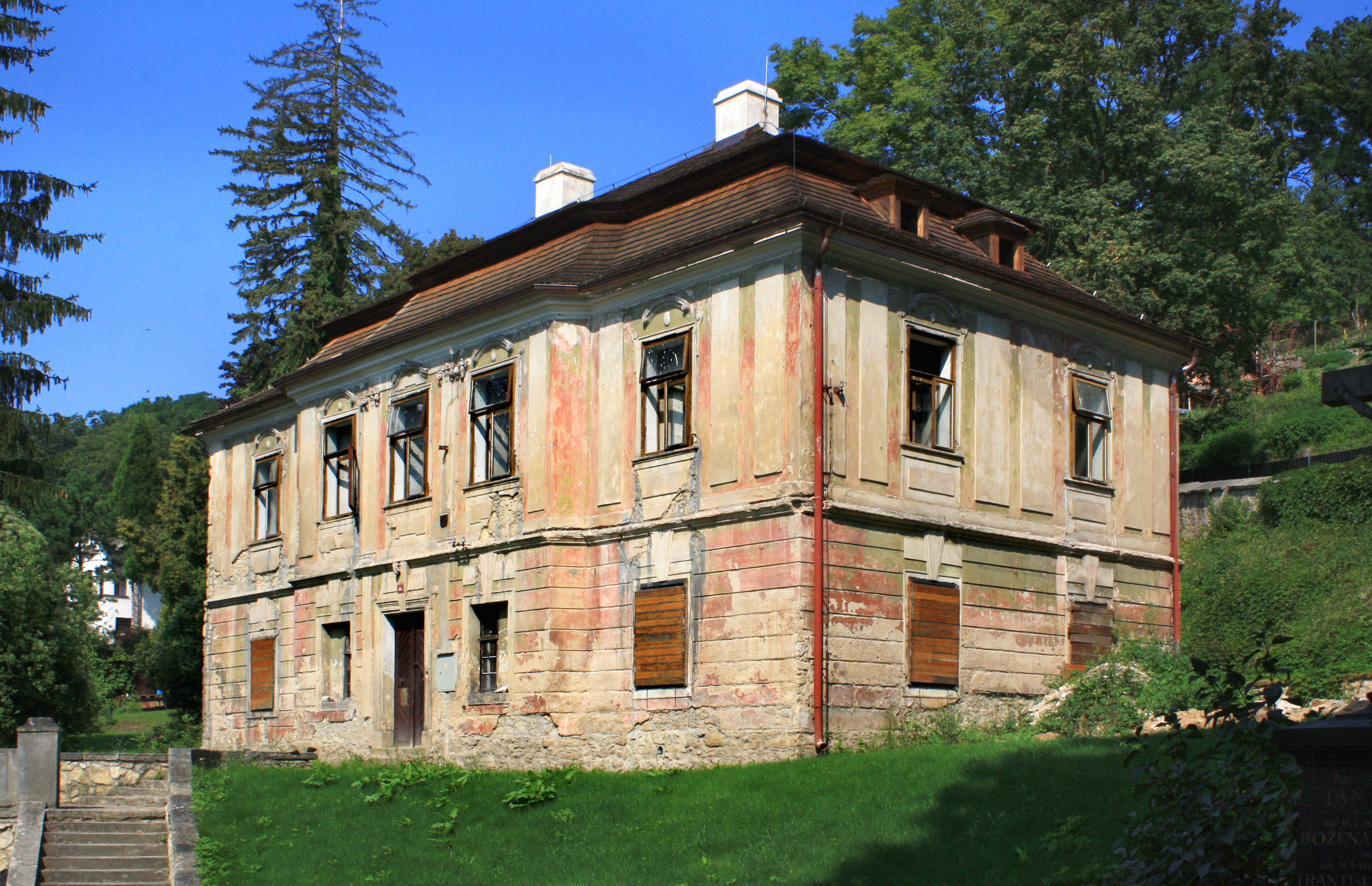
Fara v Krnsku

Kostel v dolní části Krnska existoval zřejmě již ve 12. století. Jeho podoba a stavební vývoj není znám, ale zřejmě stál na místě dnešního kostela. Původní kostel byl nahrazen dnešním v roce 1787. V období Protektorátu Čechy a Morava v letech 1938–1945 byla z Krnska spravována část česky mluvící litoměřické diecéze.

## Architektura
Kostel je jednolodní, poměrně rozměrnou pozdně barokní stavbou s půlválcovým závěrem. Na severní straně závěru stojí přízemní sakristie, na jižní straně se nachází oratoř z roku 1868. Vnitřní zařízení kostela je převážně soudobé se stavbou. Z předcházejícího kostela byla přenesena kamenná renesanční křtitelnice z roku 1570 a figurální náhrobek Jiřího Vančury z Řehnic (1533). Pod podlahou kostela se nacházely krypty, kde byli pohřbeni mj. někteří příslušníci rodu Vančurů z Řehnic a Anna Slavatová, roz. Šliková (†1625).

## Okolí kostela
Kostel obklopuje dosud funkční starý hřbitov s řadou zajímavých náhrobků z 19.–20. století. Hřbitovem prochází veřejná cesta k domkům na úbočí nad kostelem. U ní stojí, ještě na ploše hřbitova, novorománská kaple. Na horní hraně svahu je nízká hranolová zděná zvonice z roku 1766. Uvnitř zvonice přežil rekvizice 20. století zvon z roku 1581, který byl ale v roce 2013 rozbit a částečně ukraden. Poloha zvonice daleko od kostela byla zvolena kvůli lepší slyšitelnosti zvonění v širším okolí. Za ní se již na náhorní planině nachází nový hřbitov, založený v roce 1787. Bývalá fara pochází z roku 1766. Ve druhé dekádě 21. století je objekt v soukromých rukách a je v dlouhodobě rozpracované rekonstrukci. Blízká socha sv. Jana Nepomuckého z roku 1769 od A. Jedličky z Prahy.